# Jack Rodwell
Jack Christian Rodwell (ur. 11 marca 1991 w Southport) – angielski piłkarz mogący grać na pozycji zarówno defensywnego pomocnika jak i obrońcy w Sheffield United F.C.

## Kariera klubowa
Rodwell swój debiut w rezerwach Evertonu zaliczył w wieku 15 lat. Latem 2007 roku podpisał profesjonalny kontrakt z tym klubem. Pierwszy mecz rozegrał 20 grudnia w spotkaniu Pucharu UEFA z AZ Alkmaar, czym stał się najmłodszym piłkarzem reprezentującym Everton w europejskich pucharach, mając 16 lat i 284 dni. Na debiut w Premier League czekał do 9 marca 2008 roku, kiedy to w 87. minucie spotkania z Sunderlandem zastąpił Tima Cahilla. Swojego pierwszego gola dla klubu z Liverpoolu strzelił w ramach pucharu Anglii w meczu z Aston Villą, pokonując Brada Friedela w 4 minucie spotkania. 12 sierpnia 2012 roku podpisał pięcioletni kontrakt z Manchesterem City.

## Kariera reprezentacyjna
W grudniu 2006 roku Rodwell był kapitanem reprezentacji Anglii U-16 na turnieju Victory Shield. Następnie występował w reprezentacji U-17. Trzy tygodnie po swoich osiemnastych urodzinach - 31 marca 2009 roku - zadebiutował w reprezentacji Anglii U-21 grając w spotkaniu z Francją.